# Svenska islamiska samfundet
Svenska islamiska samfundet även kallat Svensk islamisk samling, eller i förkortad form SIS, är ett islamiskt trossamfund med säte i Eskilstuna och riktar sig till praktiserande muslimer i Sverige. Det grundades under 1990-talet. Samfundet verkar för att på bästa sätt tjäna den muslimska folkgruppens integration och utveckling i Sverige.
Samfundet hade 32 639 medlemmar och registrerade besökare år 2021, organiserade i 22 lokala församlingar runt om i Sverige. Det erhöll statsbidrag fram till början av 2021 från Myndigheten SST via samarbetsorganet Islamiska samarbetsrådet, men inte 2022.

## Historik
Den 1 oktober 2020 beslutade regeringen att SIS får statens hjälp med uppbördsavgifter (motsvarande Svenska Kyrkans kyrkoavgift).
Under ett extra årsmöte som hölls under sommaren 2021 beslutade medlemmarna att suspendera dåvarande ordförande Leif Abd al Haqq Kielan på grund av en polisutredning mot honom. Polisutredningen gällde bland annat förskingring av församlingars statsbidrag och urkundsförfalskning. Under samma extra årsmöte valdes en interimordförande som skall inneha rollen fram till dess att ordinarie årsmöte utsett en ny ordförande. 